# Croton steenkampianus
Croton steenkampianus är en törelväxtart som beskrevs av Gerstner. Croton steenkampianus ingår i släktet Croton och familjen törelväxter. Inga underarter finns listade i Catalogue of Life.